# Iñigo Alberdi Amasorrain
Iñigo Alberdi Amasorrain (Soraluze, Gipuzkoa, 1973) és un músic, pianista, gestor i pedagog musical, i polític basc, que ha estat el director general de l'Orquestra Simfònica d'Euskadi entre els anys 2006 i 2014.
Llicenciat en Dret per la Universitat del País Basc (UPV) i MBA per la Universitat de Mondragón, té a més titulació superior en Pedagogia musical pel Conservatori Superior de Música a Donostia, i és professor superior de clavecí. La seva trajectòria professional ha combinat aquests dos vessants. Per una banda ha estat regidor de Cultura de l'Ajuntament de Bergara entre 1999 i 2003 per la llista de PNB-EA i president de la junta local del PNB, fou també director dels actes organitzats per la Quinzena Musical en 2001 a Arantzazu. També ha treballat de gestor comercial en una entitat bancària des de 2000. Pel que fa al vessant musical, ha exercit de professor a la ikastola Mariaren Lagundia de Bergara, i ha format part de l'organització del Certamen Internacional d'Orgue Azkoiti-Bergara-Azpeiti. També ha estat col·laborador de la secció de música de l'editorial Ibaizabal, soci del departament de música i Història d'Eusko Ikaskuntza i pianista de diversos cors i formacions musicals. El març del 2006 fou nomenat director de l'Orquestra Simfònica d'Euskadi, en substitució de Germán Ormazabal que va ocupar el càrrec els deu anys anteriors. Alberdí ocupà aquest càrrec fins al 2014. Ha estat vicepresident de l'AEOS, Associació Espanyola d'Orquestres Simfòniques, i membre fundador de la Xarxa d'Organitzadors de Concerts Educatius. Ha estat també membre del Patronat de Musikene (Centre Superior de Música del País Basc) entre 2006 i 2014, i professor col·laborador en aquest centre i la Universitat de Navarra. Posteriorment, ha compaginat la gerència de la Societat Coral de Bilbao des del 2016 amb la crítica musical en diferents mitjans, com Egunkaria, Berria, Radio Euskadi i Euskadi Irratia, i la direcció artística de la Setmana de Música Antiga d'Estella, de la qual es responsabilitza a partir del 2017.